# Mark Berger (ingénieur du son)
Pour les articles homonymes, voir Berger (homonymie) et Mark Berger (homonymie).
Mark Berger est un ingénieur du son américain né le 14 mai 1943  à San Francisco (Californie).

## Filmographie (sélection)
- 1974 : Le Parrain 2 (Mario Puzo's The Godfather: Part II) de Francis Ford Coppola
- 1975 : Vol au-dessus d'un nid de coucou (One Flew Over the Cuckoo's Nest) de Miloš Forman
- 1978 : L'Invasion des profanateurs (Invasion of the Body Snatchers) de Philip Kaufman
- 1979 : Apocalypse Now de Francis Ford Coppola
- 1983 : L'Étoffe des héros (The Right Stuff) de Philip Kaufman
- 1984 : Amadeus de Miloš Forman
- 1985 : Le Baiser de la femme araignée (Beijo da mulher aranha) d'Héctor Babenco
- 1986 : Mosquito Coast (The Mosquito Coast) de Peter Weir
- 1986 : Blue Velvet de David Lynch
- 1988 : L'Insoutenable Légèreté de l'être (The Unbearable Lightness of Being) de Philip Kaufman
- 1994 : Serial Mother (Serial Mom) de John Waters
- 1995 : Les Amants du nouveau monde (The Scarlet Letter) de Roland Joffé
- 1996 : Le Patient anglais (The English Patient) d'Anthony Minghella
- 1999 : Le Talentueux Mr. Ripley (The Talented Mr. Ripley) d'Anthony Minghella
- 2001 : La Famille Tenenbaum (The Royal Tenenbaums) de Wes Anderson
- 2005 : Truman Capote (Capote) de Bennett Miller
- 2006 : Cendrillon et le Prince (pas trop) charmant (Happily N'Ever After) de Paul J. Bolger
- 2006 : Munich de Steven Spielberg
- 2008 : Voyage au centre de la Terre (Journey with Jules Verne: Journey to the Center of the Earth) d'Eric Brevig (en)

## Distinctions

### Récompenses
- Oscar du meilleur mixage de son
  - en 1980 pour Apocalypse Now
  - en 1984 pour L'Étoffe des héros
  - en 1985 pour Amadeus
  - en 1997 pour Le Patient anglais
- BAFTA 1986 : BAFA du meilleur son pour Amadeus
- 1997 : Cinema Audio Society Award du Meilleur mixage sonore d'un film pour Le Patient anglais

### Nominations
- British Academy Film Award du meilleur son
  - en 1977 pour Vol au-dessus d'un nid de coucou
  - en 1997 pour Le Patient anglais